# ماريا سيدوروفا
ماريا سيدوروفا (بالروسية: Сидорова, Мария Игоревна) مواليد 21 نوفمبر 1979 في بالاشيكا، روسيا، هي لاعبة كرة يد روسية تلعب كحارس مرمى. مثلت منتخب روسيا لكرة اليد للسيدات. شاركت في دورة الألعاب الأولمبية الصيفية سنة 2008.

## سجل المنافسة
شاركت في البطولات التالية:
- الألعاب الأولمبية الصيفية 2012
- بطولة العالم لكرة اليد للسيدات 2011
- بطولة أوروبا لكرة اليد للسيدات 2012
- بطولة أوروبا لكرة اليد للسيدات 2014

## الميداليات
| الميدالية | المسابقة                       |
| --------- | ------------------------------ |
| فضية      | الألعاب الأولمبية الصيفية 2008 |

## روابط خارجية
- ماريا سيدوروفا على موقع الاتحاد الأوروبي لكرة اليد (الإنجليزية)
- ماريا سيدوروفا على موقع أوليمبيديا (الإنجليزية)